# Мачо, Викторио

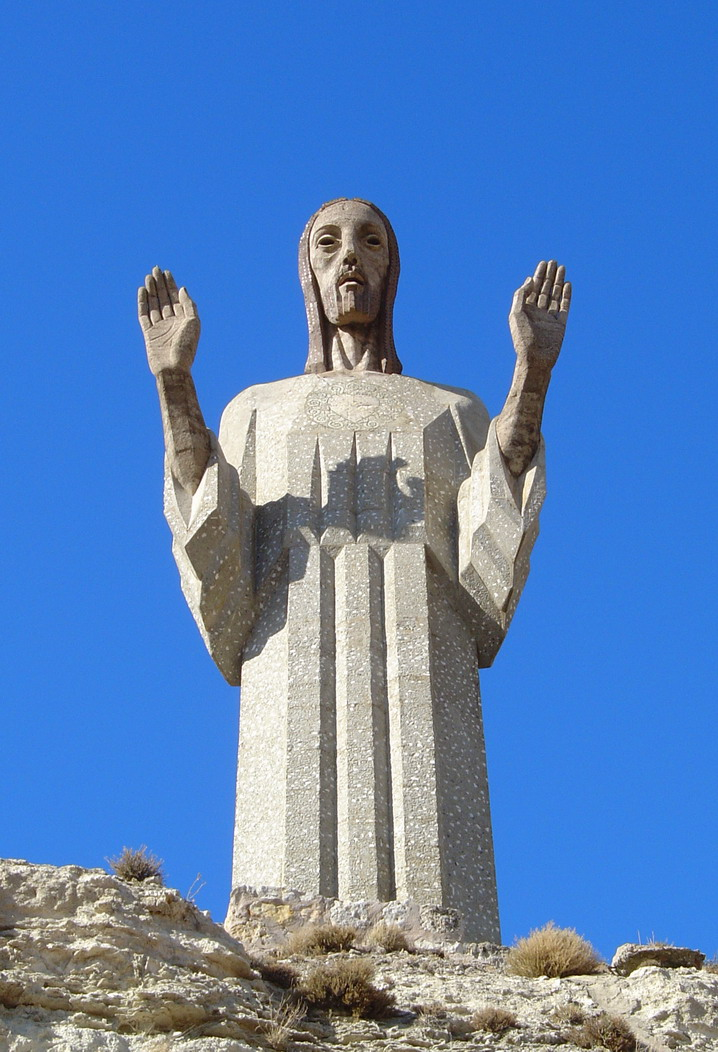
Христос на холме — символ г. Паленсия

Викторио Мачо Рогадо (исп. Victorio Macho Rogado; 23 декабря 1887, Паленсия — 13 июля 1966, Толедо) — испанский скульптор. Считается одним из величайших представителей современной испанской скульптуры.

## Биография

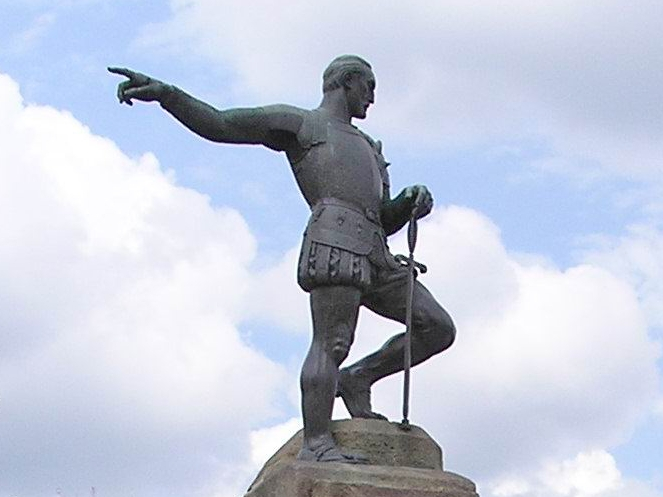
Памятник Белалькасару в Сантьяго-де-Кали

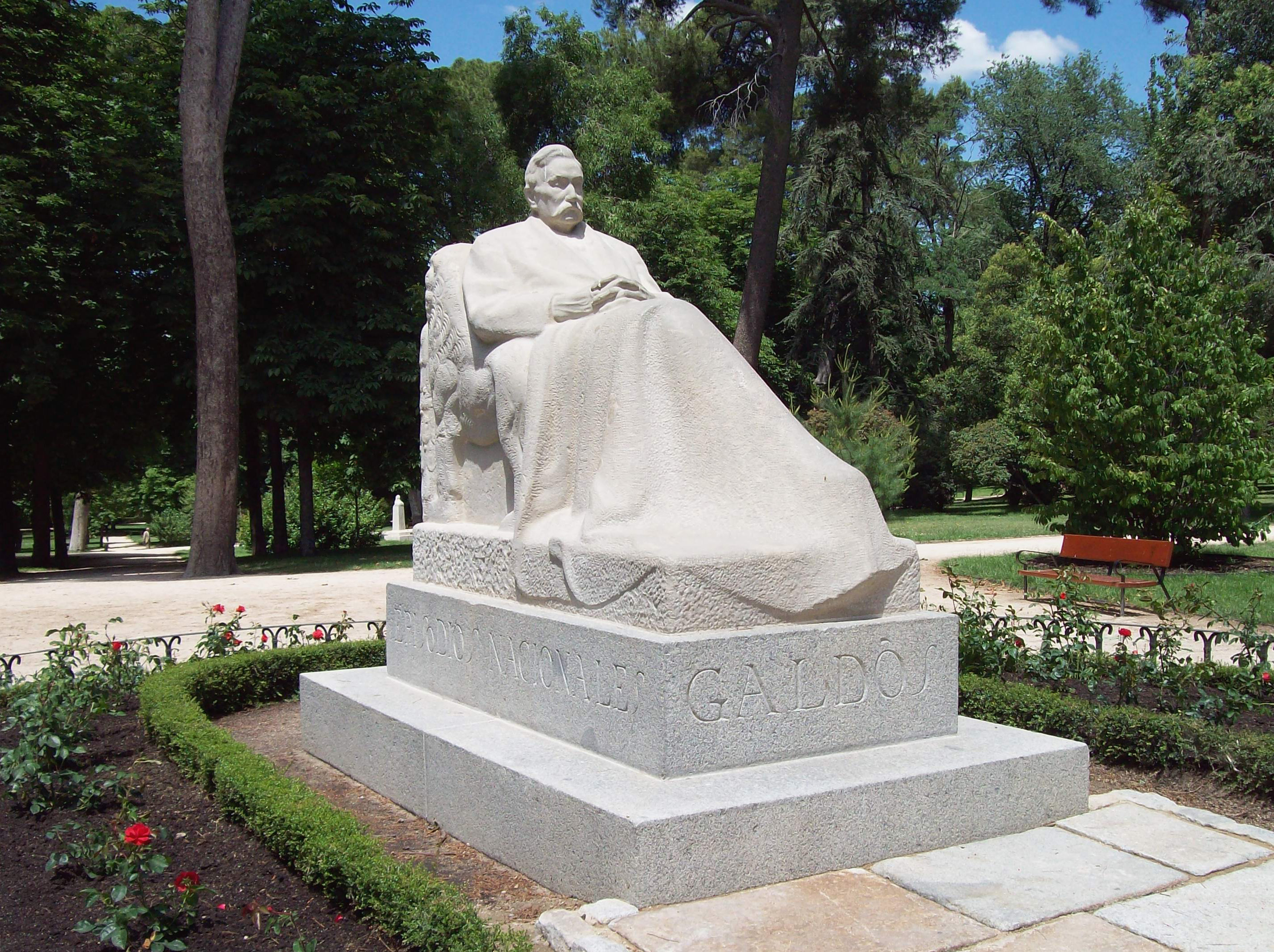
Памятник Гальдосу

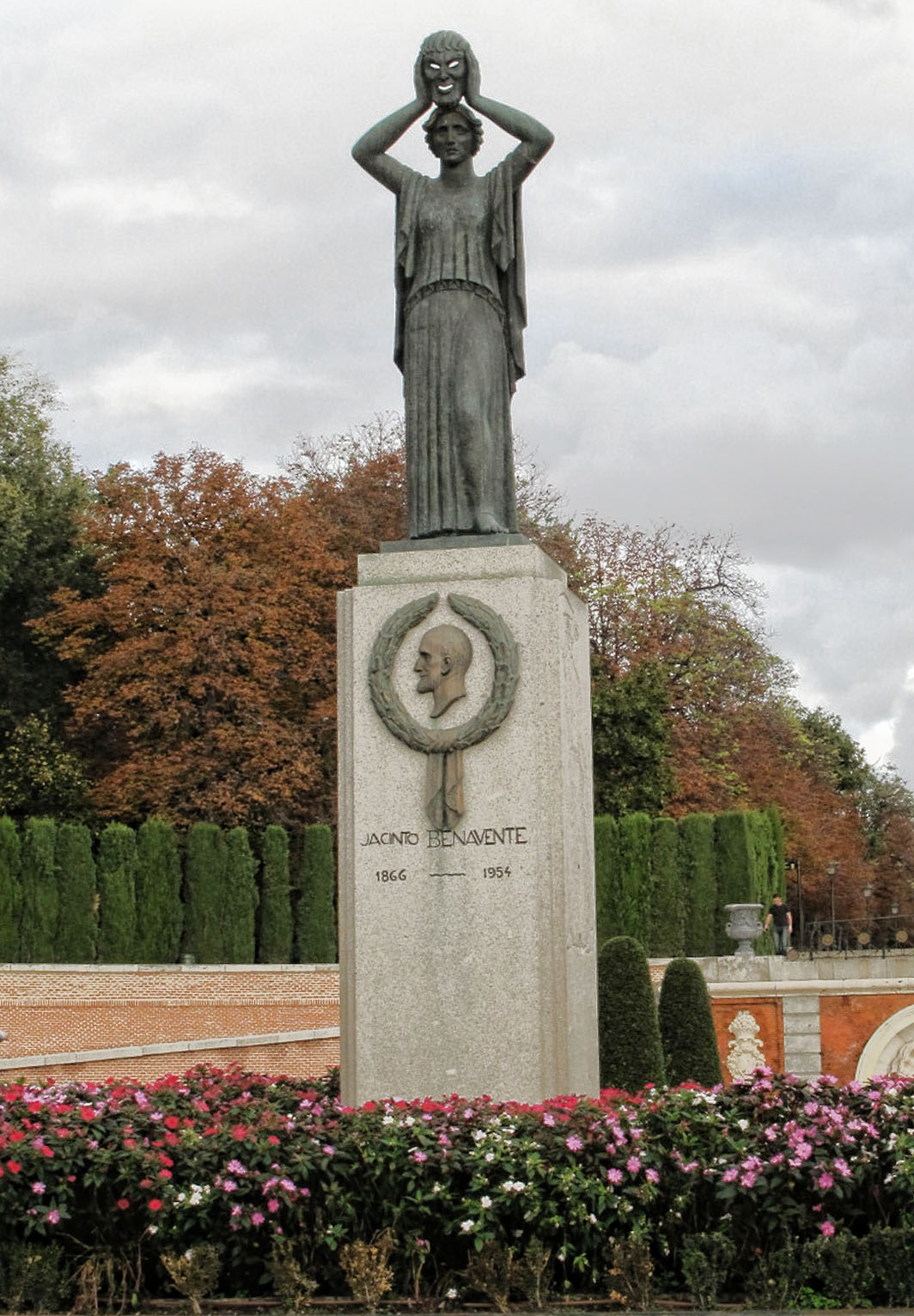
Памятник Х. Бенавенте-и-Мартинесу в парке Буэн-Ретиро, Мадрид

Родился в семье со скромным достатком. Посещал школу изящных искусств и ремёсел. В 1903 году переехал в Мадрид, где продолжил учёбу в Королевской академии изящных искусств Сан-Фернандо. Впервые стал известен в 1919 году создав памятник Гальдосу.
Во время режима Примо де Риверы покинул Испанию и переселился во Францию. В 1936 году был избран членом Академии изящных искусств Сан-Фернандо.
После окончания Гражданской войны в Испании не смог вернуться на родину, отправился в СССР, затем в Америку. Прожил шесть месяцев в Колумбии, долго жил в Лиме в Перу. Вернулся в Испанию в 1952 году.
Творил под влиянием ар-деко. Автор ряда монументов, бюстов, скульптурных портретов.
Умер от силикоза лёгких в Толедо 13 июля 1966 года, его останки были возвращены в родной город Паленсию и похоронены у подножия Кристо дель Отеро (Христа на холме).
После смерти скульптора его дом и мастерская в Толедо были преобразованы в музей, посвященный творчеству Викторио Мачо.

## Память
- Викторио Мачо изображён на почтовой марке Испании 1987 г.